# Liviu Nicolaescu
Liviu Nicolaescu (n. 24 decembrie 1964, Iași) este un matematician român care se ocupă de analiza geometrică. El este profesor la University of Notre Dame, Statele Unite. În 1996 i se acordă Premiul „Gheorghe Țițeica” al Academiei Române, Secția de Științe Matematice.

## Biografie
Nicolaescu a absolvit matematica, în 1987, la Universitatea „Alexandru Ioan Cuza” din Iași. În anul 1994 și-a luat doctoratul la Michigan State University, sub îndrumarea lui Thomas H. Parker, cu lucrarea The spectral flow, the Maslov index and decompositions of manifolds. Din 1998 profesează la University of Notre Dame.

## Lucrări
- Lectures on the Geometry of Manifolds.  3nd edition. World Scientific Pub Co., Singapore u. a. 2020, ISBN 978-9811215957, p. 702
- A stochastic Gauss-Bonnet–Chern formula, Prob. Th. & Related Fields, 2016[1]
- Complexity of random smooth functions on compact manifolds, Indiana Univ. Math. J., 2014
- Counting Morse functions on the 2-sphere, math.GT/0512496, Compositio Math., 2008
- An Invitation to Morse Theory, 2011, ASIN: B007EM6K6U
- The Reidemeister Torsion of 3-Manifolds, 2008, ASIN: B01MR9UCBO
- Seiberg-Witten invariants and surface singularities cu András Némethi, Geometry and Topology, 2002
- Notes on Seiberg-Witten Theory, Grad. Stud. in Math., vol. 28, Amer. Math. Soc., 2000.
- The spectral flow, the Maslov index and decompositions of manifolds, Duke Univ.J, 1995

## Premii și distincții
- 2016-2021: EMSW21-RTG, Geometry and Topology, alături de Stephan Stolz, Mark Behrens, Matthew Gursky, Liviu Nicolaescu, Gabor Szekelyhidi
- 2010-2013: NSF-Grant, DMS-1005745
- 2006-2010: EMSW21MCTP, Notre Dame Honors Mathematics Program and the Seminar for Undergraduate Mathematical Research
- 2003-2007: NSF Grant, DMS-0303601, 2003-2007
- NSF Grant, DMS-03-33763, PI, Support for the Great Lakes Geometry Conference; joint with J. Cao, M. Gursky, R. Hind, X. Liu
- 2000-2003: NSF Grant, DMS-0071820
- 1996: Premiul „Gheorghe Țițeica” al Academiei Române, Secția de Științe Matematice, pentru Rigidity of generalized laplacians and some geometric applications